# 郭靖
郭靖（かく せい、拼音: Guō Jìng）は、金庸の武俠小説、射鵰三部作に登場する人物。『射鵰英雄伝』では主役。名前の「靖」は義兄弟の楊康とともに靖康の変にちなんで丘処機によって名づけられた。
生年は作中では慶元6年（1200年）となっているが、史実と郭靖の年齢を照合すると、様々な点で矛盾が生じてしまう。そのため、年号はあくまで目安。没年は襄陽の陥落と一致するので、1273年。
武術に優れ、義俠心に厚いながらも敵・味方、あげく親族からすら愚鈍・馬鹿と評価されており、非常に間の抜けたところが目立つ。そのため、知恵者の黄蓉が郭靖のブレーンを務めていた。ただ、中年期以降は落ち着きも見られ、特に対モンゴル戦で活躍。誰からも尊敬される人物となり大俠と呼ばれるようになった大器晩成型の人物。なお、水滸伝に登場する郭盛の子孫という設定になっている。

## 略歴

### 射鵰英雄伝
金の軍隊により、父・郭嘯天が殺害されてしまったことにより、郭靖を身ごもっていた母・李萍はモンゴルへ逃れた。郭靖はモンゴルでチンギス・ハーンの庇護を受けて成長。幼年期に、全真教の丘処機との約束に基づいて中原からやってきた江南七怪に武術を教わる。郭靖は想像を絶するほど愚鈍であり、その人間離れした物覚えの悪さから、武術の才能を全く示さなかったため江南七怪を絶望の淵に追い込んだ。しかし、そうとは知らずに全真教の内功を身に付けたころから、徐々に実力をつけ始めた。
中原に来てからは父同士が義兄弟だったことから楊康と義兄弟になり、また黄蓉と恋仲になる。数々の冒険の後、郭靖は成長を重ね、洪七公からは降龍十八掌を、周伯通から九陰真経などの絶技を習得する。ただ、射鵰英雄伝においては洪七公や欧陽鋒ら天下五絶と呼ばれた達人たちには及ばなかった。
物語後半、再びモンゴルへ帰ると、チンギス・ハーンのもと金を倒すためサマルカンドへ遠征などで手柄を立てる。だが、モンゴルが宋をも侵略しようとしていると知るとチンギス・ハーンの下を去る。なお、終盤では郭靖がチンギス・ハーンと議論するシーンがあるが、これはチンギス・ハーンを毛沢東になぞらえて批判しているようにも読めるという。

### 神鵰剣俠
射鵰の2作目では主人公・楊過の父親代わりの後見人として、また愛国の念が強く、対モンゴルの戦争で襄陽を守り通した。このころになってくると、若いころのように愚鈍だと評価されることはほとんどなく、大俠として尊敬を集めている。武術の腕も射鵰英雄伝のころよりさらなる進歩を遂げており、至純の域に達している。たとえば、英雄大宴において楊過がかなわなかった金輪法王（当時は龍象般若功を習得していなかったとはいえ、楊過・小龍女の2人でかかってやっと倒せるレベル）と戦い優勢であったし、襄陽城において金輪法王・尼摩星・瀟湘子ら3人の達人を相手に互角に戦うなど、当時は未熟だった主人公・楊過を遥かに凌いでいた。
ただ、娘の郭芙を甘やかす黄蓉を諌めることがなかったため、郭芙はわがまま放題に育ってしまう。後にこの郭芙が楊過らにさまざまな危害を加え、父として苦しむことになったため、かなり年を取ってから生まれた郭襄（次女）と郭破虜（長男）については、躾をしっかり行ったと思われる。結果、二人とも好感の持たれる人物に成長した。
物語終盤、楊過とともに襄陽を攻めてきたモンゴル軍を撃退。二回目の華山論剣では天下五絶の一人として「北俠」と呼ばれるようになった。

### 倚天屠龍記
射鵰三部作最後の作品では、伝聞形式で郭靖の偉大さが語られる一方、直接的に物語に登場することはない。作中の情報によると、モンゴル軍によって襄陽が陥落した際、妻の黄蓉、長男の郭破虜とともに死亡したとのことである。

## 武功
幼少期はほとんど武術について才能を見せず、「江南七怪」の紅一点、韓小瑩などは郭靖の愚鈍ぶりに泣き出してすらいる。しかし、格闘・剣などに才能は見せなかったものの、弓についての才能はあったようで、内功の素養がない頃でさえ一本の矢で二羽の鷲を射落としている。タイトルの「射鵰英雄」はこのことを指す。あまり物事を考えない、雑念がほとんどないということが幸いし、内功を学び始めた頃から急激な成長を遂げ、ついには天下五絶となった。また、作中で王重陽を除けば唯一、九陰真経の全体について習得した人物。
また、単純な武術家としてでなく、戦場での働きも見せており、作中では槍、弓などを使い、一騎当千の活躍をしている。戦場においては、江湖で使う武芸はほとんど役に立たないとされているところ、郭靖のように戦場でも活躍できるのはかなり珍しい。また、岳飛の遺した兵法書、『武穆遺書』にも精通しており、指揮官としてもチンギス・ハーンを驚嘆させる能力を持っている。
降龍十八掌（こうりゅうじゅうはっしょう）
洪七公から教わった丐幇に伝わる武術。「剛」と「実」の最高峰と言われ、郭靖が最もよく使った武術でもある。もともと、降龍十八掌を習得する以前は将来妻とする黄蓉よりも弱かったのだが、これを習得して飛躍的な成長を見せた。
空明拳（くうめいけん）
周伯通から教わった武術。降龍十八掌に対し、「柔」と「虚」の最高峰と評価されている。作中ではあまり用いることはなかったが、プレイステーションソフト、射鵰英雄傳では郭靖の使う最強の外功となっている。
左右互縛術（さゆうごばくじゅつ）
空明拳とともに、周伯通から教わった武功。左右の手で別々の技を使用するため、うまくいけば自分が2人いるのと同じ効果を生み、単純な戦力が2倍になる。ただし、習得は難しく、あれこれ考える複雑な人間には習得ができず、郭靖のように何も考えない人間でなければ身につけることができない。
青年期には、第二回華山論剣などで、「剛」の降龍十八掌と「柔」の空明拳を同時に使うといった離れ技をやってのけた。ただ、中年期以降は空明拳でなく、左右の手で降龍十八掌を使い、威力を2倍にするといった使い方をするようになった。
九陰真経（きゅういんしんけい）
この世のすべての武術をやぶる方法が記されており、武術を志す者の憧れ。これを巡って多くの血が流されたことから、郭靖は九陰真経には若干の嫌悪感を抱いている。そのため、周伯通によりそれと知らされず教え込まれた。
中には数々の武功が描かれているが、上巻の終わりに描かれている九陰神功と呼ばれる内功は特に重要。これによって、ただでさえ威力の高い降龍十八掌などの絶技の威力が倍増する。

## 家系図
|        |        |        |        | 郭盛   |        |        |        |        |        |      |      |      |      |      |      |      |      |      |      |        |        |        |        |        |        |        |        |        |        |      |      |      |      |
|        |        |        |        |        |        |        |        |        |        |      |      |      |      |      |      |      |      |      |      |        |        |        |        |        |        |        |        |        |        |      |      |      |      |
|        |        |        |        |        |        |        |        |        |        |      |      |      |      |      |      |      |      |      |      |        |        |        |        |        |        |        |        |        |        |      |      |      |      |
|        |        |        |        | 郭嘯天 | 郭嘯天 | 郭嘯天 | 郭嘯天 | 郭嘯天 | 郭嘯天 |      |      | 李萍 | 李萍 | 李萍 | 李萍 | 李萍 | 李萍 |      |      | 黄薬師 | 黄薬師 | 黄薬師 | 黄薬師 | 黄薬師 | 黄薬師 |        |        | 馮衡   | 馮衡   | 馮衡 | 馮衡 | 馮衡 | 馮衡 |
|        |        |        |        | 郭嘯天 | 郭嘯天 | 郭嘯天 | 郭嘯天 | 郭嘯天 | 郭嘯天 |      |      | 李萍 | 李萍 | 李萍 | 李萍 | 李萍 | 李萍 |      |      | 黄薬師 | 黄薬師 | 黄薬師 | 黄薬師 | 黄薬師 | 黄薬師 |        |        | 馮衡   | 馮衡   | 馮衡 | 馮衡 | 馮衡 | 馮衡 |
|        |        |        |        |        |        |        |        |        |        |      |      |      |      |      |      |      |      |      |      |        |        |        |        |        |        |        |        |        |        |      |      |      |      |
|        |        |        |        |        |        |        |        | 郭靖   | 郭靖   | 郭靖 | 郭靖 | 郭靖 | 郭靖 |      |      |      |      |      |      |        |        |        |        | 黄蓉   | 黄蓉   | 黄蓉   | 黄蓉   | 黄蓉   | 黄蓉   |      |      |      |      |
|        |        |        |        |        |        |        |        | 郭靖   | 郭靖   | 郭靖 | 郭靖 | 郭靖 | 郭靖 |      |      |      |      |      |      |        |        |        |        | 黄蓉   | 黄蓉   | 黄蓉   | 黄蓉   | 黄蓉   | 黄蓉   |      |      |      |      |
|        |        |        |        |        |        |        |        |        |        |      |      |      |      |      |      |      |      |      |      |        |        |        |        |        |        |        |        |        |        |      |      |      |      |
|        |        |        |        |        |        |        |        |        |        |      |      |      |      |      |      |      |      |      |      |        |        |        |        |        |        |        |        |        |        |      |      |      |      |
| 耶律斉 | 耶律斉 | 耶律斉 | 耶律斉 | 耶律斉 | 耶律斉 |        |        | 郭芙   | 郭芙   | 郭芙 | 郭芙 | 郭芙 | 郭芙 |      |      | 郭襄 | 郭襄 | 郭襄 | 郭襄 | 郭襄   | 郭襄   |        |        | 郭破虜 | 郭破虜 | 郭破虜 | 郭破虜 | 郭破虜 | 郭破虜 |      |      |      |      |
| 耶律斉 | 耶律斉 | 耶律斉 | 耶律斉 | 耶律斉 | 耶律斉 |        |        | 郭芙   | 郭芙   | 郭芙 | 郭芙 | 郭芙 | 郭芙 |      |      | 郭襄 | 郭襄 | 郭襄 | 郭襄 | 郭襄   | 郭襄   |        |        | 郭破虜 | 郭破虜 | 郭破虜 | 郭破虜 | 郭破虜 | 郭破虜 |      |      |      |      |

## 演じた俳優
映画
- チョウ・ダーワー：『射鵰英雄伝』 1958年
- 傅声：『射鵰英雄伝』 1977年
- 林蛟：『神鵰俠侶』 1960年
- 郭追：『神鵰俠侶』 1982年
- チェン・カンタイ： 『レスリー・チャンの神鳥英雄伝』 1982年
- ガン・イエティン： 『レジェンド・オブ・ドラゴンテイマー 降龍十八掌』 2021年
- 肖戦： 『射雕英雄伝：侠之大者』 2025年

テレビドラマ
『射鵰英雄伝』
- 白彪：『射鵰英雄伝』 佳芸電視 香港 1976年
- フェリックス・ウォン：『射鵰英雄伝』 TVB 香港 1983年
- 黄文豪：『射鵰英雄伝：華山論剣』 中国電視公司（CTV） 台湾 1988年
- 張智霖：『射鵰英雄伝之九陰真経』 TVB 香港 1994年
- リー・ヤーポン：『射鵰英雄伝』 中央電視台（CCTV） 中国 2003年
- フー・ゴー：『射鵰英雄伝』 中国 2008年
- ヤン・シューウェン：『射鵰英雄伝 レジェンド・オブ・ヒーロー』 中国 2017年

『神鵰剣俠』
- 白彪：『神鵰俠侶』 佳芸電視 香港 1976年
- 梁家仁：『神鵰俠侶』 無綫電視（TVB） 香港 1984年
- 向雲鵬：『神鵰俠侶』 台湾中視（CTV） 1984年
- 白彪：『神鵰俠侶』 TVB 香港 1995年
- 朱厚任：『神鵰俠侶』 メディアコープ シンガポール 1998年
- 孫興：『神鵰俠侶』 台湾テレビ（TTV） 台湾 1998年
- ワン・ルオヨン： 『神鵰侠侶』  中央電視台（CCTV） 中国 2006年

アニメ
- 陳欣（日本語吹替え：中田譲治）：『神鵰侠侶 コンドルヒーロー』 2003年